# 2022年歐洲熱浪
2022年歐洲熱浪是指2022年6月至8月發生在歐洲的熱浪。其中中欧、南欧和西欧受到的影響尤其明顯。葡萄牙有地方溫度達到47度；英國的地面溫度高達54度；西班牙則達到45.7度。7月中旬，歐洲部分地區的气温创下历史新高。英国发布了有史以来第一个红色高溫預警，並且該國進入緊急狀態。气候学家認為极端高温的出現与气候变化有關。专家预测，受气候变化影響，未來歐洲出現熱浪的次數會越來越頻繁。
6月的熱浪導致全歐洲死亡2468人，其中德國死亡1636人，波蘭死亡3人，西班牙死亡829人。7月歐洲有至少4,224人因熱浪而死亡，其中葡萄牙境內死亡人數達1063人，西班牙死亡人數達368人。
意大利、法國、英國多地出現乾旱，泰晤士河源头乾涸，英國當局還出台软管限水令並且宣佈多地进入干旱状态，法國數百城鎮飲用水告急，法國當局同樣出台限水令。萊茵河水位創下歷史新低。另外高溫導致歐洲出現了一系列山火，葡萄牙和法国一些地方的居民受此影響被迫疏散。西班牙萨莫拉省山林火灾造成3人死亡。該國的卡斯特利翁省山林火灾同樣造成多人受伤。7月26日，捷克烏斯季州瑞士國家公園和德國薩克森小瑞士國家公園因為高溫和乾旱等因素助長，發生大規模森林大火。義大利的牛群因不適應高溫，因而牛奶減產。歐洲國家的空調電力需求飆升。一些國家開始從鄰國進口電力，或增加核能、再生能源、水力或燃煤發電。